# Лісники (зупинний пункт)
Лісники́ — пасажирський зупинний пункт Київської дирекції Південно-Західної залізниці в межах Київського залізничного вузла.
Розташований в Голосіївському районі м. Києва вздовж Дніпровського шосе, біля села Лісники на лінії Київ-Деміївський — Миронівка між станціями Петро Кривоніс (6 км) та Підгірці (4 км).
Залізницю, на якій розташована платформа, було прокладено протягом 1981—1984 років, зупинна платформа виникла на початку 2000-х років (вперше зафіксована на схемі 2002 року). Первісна назва — 14-й км.
Відстань до станції Київ-Пасажирський — 18 км.